# تيومان أليبيغوفيتش
تيومان أليبيغوفيتش (بالسلوفينية: Teoman Alibegović)‏ مواليد 11 يناير 1967 في زينيتسا، جمهورية يوغوسلافيا الاشتراكية الاتحادية، هو لاعب كرة سلة سلوفيني سابق. بدأ مسيرته الاحترافية في سنة 1991. يبلغ طوله 6 قدم 8 بوصة (2.0 م). اعتزل اللعب في 2003.

## المسيرة الاحترافية
لعب مع فورتيتودو بولونيا في الدوري الإيطالي في موسم 1992–1993، ثم لعب مع ألبا برلين في الدوري الألماني من سنة 1993 إلى 1996، ثم لعب مع فنربخشة لكرة السلة في الدوري التركي في موسم 1996–1997، ثم لعب مع نادي قصرش لكرة السلة في الدوري الإسباني في موسم 1997–1998، ثم لعب مع أماتوري أوديني من سنة 1999 إلى 2002.

## روابط خارجية
- تيومان أليبيغوفيتش على موقع الاتحاد الدولي لكرة السلة (الإنجليزية)
- تيومان أليبيغوفيتش على موقع الدوري الإسباني لكرة السلة (الإسبانية)
- تيومان أليبيغوفيتش على موقع كرة السلة الأوروبية.كوم (الإنجليزية)
- تيومان أليبيغوفيتش على موقع كلية كرة السلة في سبورتس رفرنس.كوم (الإنجليزية)
- تيومان أليبيغوفيتش على موقع ريلجم (الإنجليزية)
- تيومان أليبيغوفيتش على موقع بروبوليرز (الإنجليزية)
- تيومان أليبيغوفيتش على موقع سبورتس رفرنس (الإنجليزية)